# 奔馬站
奔馬站（英語：The Gallops）是一個位於愛爾蘭都柏林鄧萊里-拉斯當郡的都柏林轻轨站，在2010年通車，為綠線南行方向延伸路線往新娘峡谷站的車站之一。從此車站能夠步行至附近村落斯蒂阿賽德。車站命名自附近的住宅屋苑，而屋苑名稱則取名自附近的萊奧帕斯敦馬場。